# Biegi narciarskie na Mistrzostwach Świata w Narciarstwie Klasycznym 2021 – sprint drużynowy kobiet
Sprint drużynowy kobiet – jedna z konkurencji rozgrywanych w ramach biegów narciarskich na Mistrzostwach Świata w Narciarstwie Klasycznym 2021. Zawody zostały rozegrane 28 lutego 2021 roku. Do udziału w zawodach zgłosiło się 28 drużyn.

## Wyniki

### Półfinały
Z każdego półfinału awansują bezpośrednio cztery najszybsze drużyny. Dwie z najlepszymi czasami z obu biegów awansują jako Lucky Loser.

#### Półfinał 1.
| Miejsce | Nr | Reprezentacja    | Zawodniczki                             | Czas     | Strata   | Uwagi |
| ------- | -- | ---------------- | --------------------------------------- | -------- | -------- | ----- |
| 1.      | 2  | Szwecja          | Maja Dahlqvist Jonna Sundling           | 15:47,88 | —        | Q     |
| 2.      | 1  | Ros. Fed. Narc.  | Julija Stupak Natalja Niepriajewa       | 15:49,73 | +1,85    | Q     |
| 3.      | 3  | Norwegia         | Tiril Udnes Weng Maiken Caspersen Falla | 15:50,58 | +2,70    | Q     |
| 4.      | 5  | Finlandia        | Krista Pärmäkoski Jasmi Joensuu         | 15:56,13 | +8,25    | Q     |
| 5.      | 4  | Włochy           | Lucia Scardoni Greta Laurent            | 16:00,91 | +13,03   |       |
| 6.      | 8  | Kanada           | Dahria Beatty Maya MacIsaac-Jones       | 16:19,71 | +31,83   |       |
| 7.      | 9  | Chiny            | Jialin Bayani Yilamujiang Dinigeer      | 16:19,81 | +31,93   |       |
| 8.      | 6  | Polska           | Izabela Marcisz Monika Skinder          | 16:24,12 | +36,24   |       |
| 9.      | 7  | Kazachstan       | Anna Szewczenko Daria Riażko            | 16:24,43 | +36,55   |       |
| 10.     | 10 | Chorwacja        | Vedrana Malec Tena Hadžić               | 17:53,62 | +2:05,74 |       |
| 11.     | 11 | Korea Południowa | Han Da-som Lee Eui-jin                  | 18:14,36 | +2:26,48 |       |
| 12.     | 13 | Brazylia         | Jaqueline Mourão Bruna Moura            | 19:25,01 | +3:37,13 |       |
| 13.     | 14 | Litwa            | Eglė Savickaitė Ieva Dainytė            | LPD      | LPD      | LPD   |
| 14.     | 12 | Grecja           | Maria Ntanou Nefeli Tita                | LPD      | LPD      | LPD   |

#### Półfinał 2.
| Miejsce | Nr | Reprezentacja     | Zawodniczki                               | Czas     | Strata   | Uwagi |
| ------- | -- | ----------------- | ----------------------------------------- | -------- | -------- | ----- |
| 1.      | 18 | Słowenia          | Eva Urevc Anamarija Lampič                | 15:51,90 | —        | Q     |
| 2.      | 15 | Stany Zjednoczone | Rosie Brennan Sadie Maubet Bjornsen       | 15:51,97 | +0,07    | Q     |
| 3.      | 16 | Szwajcaria        | Laurien van der Graaff Nadine Fähndrich   | 15:52,33 | +0,43    | Q     |
| 4.      | 19 | Niemcy            | Victoria Carl Sofie Krehl                 | 15:53,23 | +1,33    | Q     |
| 5.      | 17 | Czechy            | Kateřina Razýmová Kateřina Janatová       | 15:55,48 | +3,58    | LL    |
| 6.      | 20 | Francja           | Flora Dolci Léna Quintin                  | 15:59,42 | +7,52    | LL    |
| 7.      | 24 | Słowacja          | Alena Procházková Barbora Klementová      | 16:37,03 | +45,13   |       |
| 8.      | 21 | Austria           | Lisa Unterweger Barbara Walchhofer        | 17:09,78 | +1:17,88 |       |
| 9.      | 22 | Ukraina           | Maryna Ancybor Walancina Kaminska         | 17:10,62 | +1:18,72 |       |
| 10.     | 25 | Estonia           | Aveli Uustalu Johanna Udras               | 18:05,34 | +2:13,44 |       |
| 11.     | 23 | Serbia            | Maida Drndić Anja Ilić                    | 18:14,33 | +2:22,43 |       |
| 12.     | 27 | Łotwa             | Kitija Auziņa Samanta Krampe              | 18:24,10 | +2:32,20 |       |
| 13.     | 26 | Turcja            | Ayşenur Duman Seher Kaçmaz                | 19:10,79 | +3:18,89 |       |
| 14.     | 28 | Mongolia          | Nomin-Erdene Barsnyam Enkhtuul Ariunsanaa | LPD      | LPD      | LPD   |

### Finał
| Miejsce | Nr | Reprezentacja     | Zawodniczki                             | Czas     | Strata   |
| ------- | -- | ----------------- | --------------------------------------- | -------- | -------- |
| 01 !    | 2  | Szwecja           | Maja Dahlqvist Jonna Sundling           | 16:27,94 | —        |
| 02 !    | 16 | Szwajcaria        | Laurien van der Graaff Nadine Fähndrich | 16:28,89 | +0,95    |
| 03 !    | 18 | Słowenia          | Eva Urevc Anamarija Lampič              | 16:31,40 | +3,46    |
| 4.      | 1  | Ros. Fed. Narc.   | Julija Stupak Natalja Niepriajewa       | 16:31,89 | +3,95    |
| 5.      | 15 | Stany Zjednoczone | Rosie Brennan Sadie Maubet Bjornsen     | 16:33,77 | +5,83    |
| 6.      | 3  | Norwegia          | Tiril Udnes Weng Maiken Caspersen Falla | 16:46,88 | +18,94   |
| 7.      | 5  | Finlandia         | Krista Pärmäkoski Jasmi Joensuu         | 16:52,20 | +24,26   |
| 8.      | 17 | Czechy            | Kateřina Razýmová Kateřina Janatová     | 16:57,31 | +29,37   |
| 9.      | 19 | Niemcy            | Victoria Carl Sofie Krehl               | 17:04,59 | +36,65   |
| 10.     | 20 | Francja           | Flora Dolci Léna Quintin                | 17:31,74 | +1:03,80 |